# Eddie Jefferson
Pour les articles homonymes, voir Jefferson.
Eddie Jefferson, né le 3 août 1918 à Pittsburgh en Pennsylvanie et mort le 9 mai 1979 à Détroit dans le Michigan, est un célèbre chanteur de jazz et compositeur de chansons américain.
Il est notamment connu pour être l'inventeur du genre musical américain Jazz vocalese, un style musical dans lequel les paroles jouent le rôle d'un instrument solo.

## Discographie
- 1961: Letter from Home (Riverside)
- 1965: The Jazz Singer (Inner City Records)
- 1968: Body and Soul (Prestige)
- 1969: Come Along with Me (Prestige)
- 1974: Things Are Getting Better (Muse)
- 1976: Still on the Planet (Muse, reissued in 1990 as Godfather of Vocalese)
- 1976: The Live-Liest (Muse)
- 1977: Main Man (Inner City)

Avec James Moody
- Moody (Prestige, 1954)
- Hi Fi Party (Prestige, 1955)
- Flute 'n the Blues (Argo, 1956)
- Moody's Mood for Love (Argo, 1956)
- Hey! It's James Moody (Argo, 1959)
- Cookin' the Blues (Argo, 1961)
- Don't Look Away Now! (Prestige, 1969)

Avec Dexter Gordon
- Great Encounters (Columbia BL 35978, 1979)